# Черешово (Благоевградская область)
Черешово (болг. Черешово) — село в Благоевградской области Болгарии. Входит в состав общины Белица. Находится примерно в 12 км к востоку от центра города Белица и примерно в 52 км к востоку от центра города Благоевград. По данным переписи населения 2011 года, в селе  проживало 277 человек, преобладающая национальность — болгары.

## Население
| Год     | 1965 | 1975 | 1985 | 1992 | 2001 | 2011 |
| ------- | ---- | ---- | ---- | ---- | ---- | ---- |
| Жителей | 404  | 414  | 300  | 300  | 276  | 277  |

|  |